# کوکورچ
کوکورِچ (آلبانیایی: kukurec) یا گوشت و رودهٔ کبابی و طعم‌دار شده گوسفند، یکی از غذاهای خیابانی محبوب استانبول و همچنین یونان و کشورهای بالکان به‌شمار می‌رود.
کوکورچ روی یک سیخ گردان درست می‌شود و بعد از آن‌که به قطعات ریزتری خرد شد، طعم‌دار شده و داخل ساندویچ قرار داده می‌شود.
کوکورچ غذایی خیابانی و در واقع کباب رودهٔ گوسفند است که به‌صورت تابیده شده با فلفل ترکیب می‌شود و می‌توان آن را به‌همراه نیم یا یک‌چهارم قرص نان تهیه کرد. برخی از افراد به دلیل دقتی که در نظافت این بخش از بدن گوسفند باید به خرج داد، از خوردن آن امتناع می‌کنند.